# Svetla Božkova
Svetlana Božkova Gjuleva detta Svetla (in bulgaro Светлана Божкова Гюлева?; Jambol, 13 marzo 1951) è un'ex discobola bulgara.

## Palmarès
| Anno | Manifestazione   | Sede              | Evento           | Risultato | Misura  | Note |
| ---- | ---------------- | ----------------- | ---------------- | --------- | ------- | ---- |
| 1968 | Europei juniores | Lipsia            | Lancio del disco | Argento   | 45,46 m |      |
| 1972 | Olimpiadi        | Monaco di Baviera | Lancio del disco | 10ª       | 56,72 m |      |
| 1974 | Europei          | Roma              | Lancio del disco | 10ª       | 54,28 m |      |
| 1978 | Europei          | Praga             | Lancio del disco | 6ª        | 61,94 m |      |
| 1980 | Olimpiadi        | Mosca             | Lancio del disco | 8ª        | 63,14 m |      |
| 1982 | Europei          | Atene             | Lancio del disco | 9ª        | 60,78 m |      |